# آنجلو مارکی
آنجلو مارکی (انگلیسی: Angelo Marchi؛ زادهٔ ۲۸ فوریهٔ ۱۹۵۰) بازیکن فوتبال اهل ایتالیا است.
از باشگاه‌هایی که در آن بازی کرده‌است می‌توان به باشگاه فوتبال آ.ث. میلان اشاره کرد.
وی همچنین در تیم ملی فوتبال زیر ۲۱ سال ایتالیا بازی کرده‌است.